# Kanusport Harburg von 1953

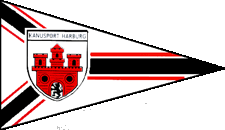
Wimpel des KSH

Der Kanusport Harburg von 1953 e.V. (KSH) ist ein Kanusportverein in Hamburg-Harburg. Die Vereinsmitglieder betreiben Kanusport. Aus dem Verein gingen mehrere Deutsche Meister und Weltmeisterschaftsteilnehmer hervor.

## Lage

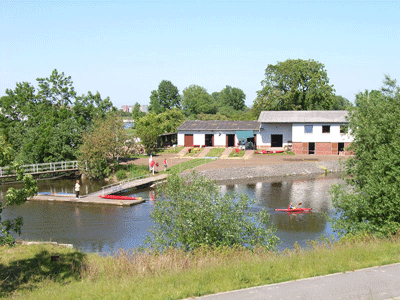
Bootshaus des KSH vom Deich aus gesehen

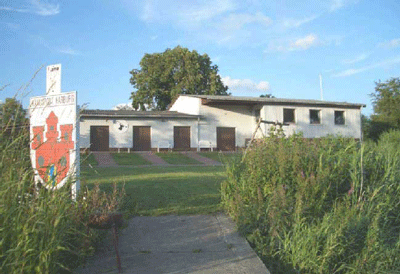
Bootshaus des KSH vom Wasser aus gesehen

Das Vereinsgelände des KSH liegt auf der Pionierinsel an der Süderelbe.

## Vereinsaktivitäten
Bis heute erhalten haben sich Erfolge im Kanuwandern. Dies ist auch der Schwerpunkt der heutigen Vereinsaktivitäten.
Der Kanusport Harburg e.V. hat ca. 130 Mitglieder und eine aktive Jugendabteilung.
Die Aktivitäten sind über das ganze Jahr hinweg breit gefächert. In der Paddelsaison ist der KSH auf dem Harburger Binnenhafenfest vertreten und sind bei der Einlaufparade der Canadier mit Fackeln beim Alstervergnügen dabei. Der KSH ist in den Disziplinen Kanumarathon, Kanurennsport, Wildwasserrennsport sowie Kanuslalom aktiv. Überwiegend jedoch betreiben beim KSH das Kanuwandern. Ganz neu beim KSH ist das Paddeln mit dem Outrigger (Auslegerkanu), Tradition haben das Paddeln im Kajak und im Canadier.

## Kanustation
Am Bootshaus des KSH findet sich eine DKV-Kanustation, die Übernachtungsmöglichkeiten beim Wasserwandern bietet.

## Geschichte
Gegründet wurde der Verein am 2. Februar 1953 mit 16 aktiven und 2 passiven Mitgliedern.
Bereits im ersten Sportjahr zeigten sich Erfolge im Kanurennsport (4 Siege), im Kanuslalom (5 Siege) sowie im Kanuwandern (11 Wanderfahrer-Abzeichen).
Die erste Bootslagerung aus dem Jahr 1953 konnte nicht aufrechterhalten werden, so dass eine Baracke auf der Pionierinsel erworben wurde. Im April 1954 konnte der Sportbetrieb von diesem Standort aus aufgenommen werden, im Oktober 1954 wurde dann mit dem Bau einer Stein-Bootshalle begonnen. In dieser Zeit war der Sonnabend in der Regel noch ein Arbeitstag, so dass die Arbeiten an dem Bootshaus nur sonntags vorangehen konnten. Im Sommer 1956 konnte das Bootshaus bezogen werden, die letzten Arbeiten wurden im Laufe des Jahres 1957 beendet.
Im Jahr 1956 wurde der Entschluss gefasst, an das Bootshaus einen Clubraum, sanitäre Anlagen sowie Umkleideräume anzubauen. Der Bau wurde im Sommer 1967 begonnen und 1976 beendet und vollständig in Eigenarbeit ausgeführt.
Im Jahr 1966 wurde der KSH durch den Zusammenschluss mit den "Harburger Wanderpaddlern" personell verstärkt. In den folgenden Jahren gab es einen starken Zustrom an neuen Vereinsmitgliedern, 1974 stieg die Mitgliederzahl erstmals auf über 100 an.
1976 brachte die zweite "Jahrhundertflut" große Schäden an Bausubstanz und Einbauten, durch den Hamburger Sportbund konnte ein Großteil der entstandenen Schäden reguliert werden.
1978 startete die erste "echte" Nachtfahrt nach Barum (Start um 1 Uhr nachts am Bootshaus, Frühstück um 7 Uhr morgens in Barum und wieder zurück). Die folgenden Jahre waren geprägt vom Kanuwandern.
1982 wurde mit dem Bau eines Mannschaftscanadiers begonnen.
1983 erschien die erste Ausgabe der Vereinszeitung "Kanuspiegel".
1987 wurde das Dach der Bootshalle komplett erneuert.
1989 wurde der Brückenkopf-Ponton vollständig erneuert.
1994–2000 waren umfangreiche Arbeiten am Bootshaus erforderlich.

## Sportler

### Deutsche Meister
- 1955 Heinz Gödel / Günter Brümmer (Zweier-Canadier, Kanuslalom)
- 1956 Heinz Gödel / Günter Brümmer (Zweier-Canadier, Kanuslalom)
- 1960 Hermann Roock / Günter Brümmer (Zweier-Canadier, Wildwasser)
- 1961 Hermann Roock / Günter Brümmer (Zweier-Canadier, Wildwasser)
- 1962 Hermann Roock / Günter Brümmer (Zweier-Canadier, Kanuslalom)
- 1962 Hermann Roock / Günter Brümmer (Zweier-Canadier, Wildwasser)
- 1963 Hermann Roock / Günter Brümmer (Zweier-Canadier, Kanuslalom)
- 1963 Norbert Schmidt (Einer-Canadier, Wildwasser)
- 1963 Hermann Roock / Günter Brümmer (Zweier-Canadier, Wildwasser)
- 1964 Georg Gebert (Einer-Canadier, Wildwasser)
- 1964 Hermann Roock / Norbert Schmidt (Zweier-Canadier, Wildwasser)
- 1964 Georg Gebert – Hermann Roock – Norbert Schmidt (Einer-Canadier Mannschaft, Wildwasser)
- 1970 Christa Schönherr / Georg Gebert (Zweier-Canadier, mixed, Wildwasser)

### Medaillengewinner bei Weltmeisterschaften
- 1963 Norbert Schmidt (Silber Einer-Canadier Mannschaft, Kanuslalom)
- 1963 Hermann Roock / Günter Brümmer (Silber Zweier-Canadier, Kanuslalom)
- 1963 Hermann Roock / Günter Brümmer (Bronze Zweier-Canadier Mannschaft, Wildwasser)
- 1971 Christa Schönherr / Georg Gebert (Silber Zweier-Canadier mixed Mannschaft, Wildwasser)